# Хочево (гмина)
Хочево (пол. Choczewo) — сельская гмина (волость) в Польше, входит как административная единица в Вейхеровский повет, Поморское воеводство. Население — 5551 человек (на 2004 год).

## Демография
| Перепись                       | Всего   | Всего | Женщины | Женщины | Мужчины | Мужчины |
| ------------------------------ | ------- | ----- | ------- | ------- | ------- | ------- |
| Единицы                        | человек | %     | человек | %       | человек | %       |
| Население                      | 5551    | 100   | 2682    | 48,3    | 2869    | 51,7    |
| Плотность населения (чел./км²) | 30,3    | 30,3  | 14,6    | 14,6    | 15,7    | 15,7    |

## Соседние гмины
1. Гмина Гневино
2. Леба
3. Гмина Ленчице
4. Гмина Крокова
5. Гмина Нова-Весь-Лемборска